# Биллингс (Монтана)
Биллингс (англ. Billings) — крупнейший город штата Монтана, США. Основан в 1882 году. Население — 109 642 человека по данным на 2017 год.

## История

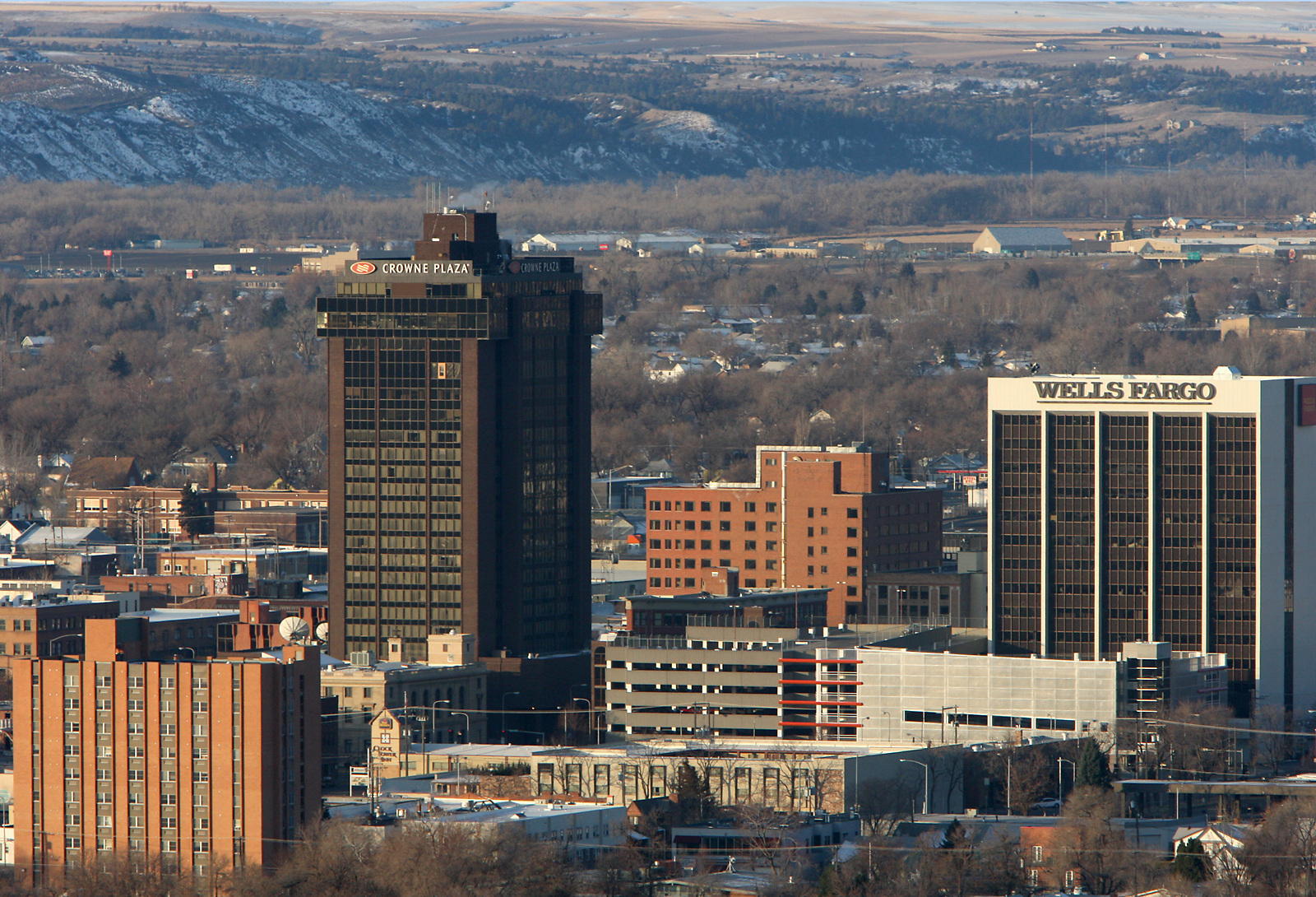
Панорама города

В 1806 году в местах, где сейчас расположен Биллингс, прошли члены экспедиции Льюиса и Кларка. Позднее этот район активно исследовался европейцами, которые столкнулись с сопротивлением коренного населения. В 1876 году, в 65 милях от будущего города, состоялась Битва при Литтл-Бигхорн, в которой был разбит 7-й кавалерийский полк под командованием Джорджа Кастера.
Биллингс был основан в 1882 году как начальный пункт западной линии Северно-Тихоокеанской железной дороги. Он был назван в честь президента компании Фредерика Биллингса. В первые шесть месяцев в город приехало около 2 000 человек. В начале XX века население города увеличилось за счёт приезда поселенцев, получавших земельные участки по Гомстед-акту и создававших фермерские хозяйства.
В 1879 году в долине Йеллоустона была создана система орошения, после чего началось выращивание сахарной свёклы. В 1906 году был построен первый завод по её переработке. В сельском хозяйстве активно задействовался труд иммигрантов из Японии, Германии и Мексики.
В 1900-х годах росту экономики города способствовало освоение месторождений угля, природного газа и нефти, процветало животноводство.
В 1992 году город был награждён премией «All-America City Award» (с англ. — «Всеамериканский город») присуждаемой Национальной гражданской лигой, которую неофициально называют «Нобелевской премией за конструктивное гражданство» и которая выдается за активную гражданскую позицию жителей некорпоративных сообществ Соединённых Штатов в жизни местного самоуправления.

## География
Расположен в южной части штата на берегу реки Йеллоустон.
Согласно данным бюро статистики США, город занимает общую площадь 87,6 км², из которых 87,3 км² приходится на сушу и 0,3 км² — на водные ресурсы. Всего 0,33 % общей площади города занято водой.
Недалеко на северо-восток от города начинается межштатная автомагистраль Interstate 94, ведущая к восточному побережью США.

### Климат
Биллингс имеет полупустынный климат (BSk согласно классификации климата Кёппена) с жарким летом и холодной, сухой зимой. Температура летом может достигать 38 C° (1—3 раза за год) и падать до −17 C° в ночное время суток зимой (17—18 таких ночей за год). Осадков в виде снега выпадает в среднем 146 см в год, но из-за тепла, приносимого в город ветром шинук с декабря по март, снежный покров в Биллингсе не постоянен. В целом заморозки в городе начинаются в конце сентября — начале октября и заканчиваются в конце апреля — начале мая. Весна и осень в Биллингсе в основном мягкие, но короткие (климатическая весна длится с начала марта до середины мая, а климатическая осень — с начала октября до конца ноября). Ветра, достаточно сильные время от времени, считаются «легкими» по сравнению с остальной Монтаной.
- Среднегодовая температура — +8,9 C°
- Среднегодовая скорость ветра — 4,7 м/с
- Среднегодовая влажность воздуха — 56 %

| Показатель                    | Янв.  | Фев.  | Март | Апр.  | Май  | Июнь | Июль | Авг. | Сен. | Окт.  | Нояб. | Дек.  | Год   |
| ----------------------------- | ----- | ----- | ---- | ----- | ---- | ---- | ---- | ---- | ---- | ----- | ----- | ----- | ----- |
| Абсолютный максимум, °C       | 20,0  | 22,2  | 26,7 | 32,2  | 35,6 | 40,6 | 42,2 | 40,6 | 39,4 | 32,8  | 25,0  | 22,8  | 42,2  |
| Средний суточный максимум, °C | 2,4   | 4,6   | 9,2  | 14,2  | 19,7 | 25,1 | 30,4 | 29,8 | 22,8 | 15,2  | 7,4   | 1,8   | 15,2  |
| Средняя температура, °C       | −2,7  | −0,9  | 3,2  | 7,9   | 13,1 | 18,2 | 22,7 | 21,9 | 15,7 | 9,0   | 2,1   | −3,1  | 8,9   |
| Средний суточный минимум, °C  | −7,9  | −6,3  | −2,8 | 1,5   | 6,4  | 11,2 | 14,9 | 14,1 | 8,6  | 2,8   | −3,2  | −7,9  | 2,6   |
| Абсолютный минимум, °C        | −34,4 | −38,9 | −30  | −20,6 | −10  | 0,0  | 5,0  | 1,7  | −5,6 | −21,7 | −30   | −35,6 | −38,9 |
| Норма осадков, мм             | 12    | 12    | 27   | 42    | 55   | 54   | 34   | 19   | 33   | 30    | 16    | 13    | 347   |
| Источник: Погода и климат     |       |       |      |       |      |      |      |      |      |       |       |       |       |

## Экономика
Пищевая промышленность (переработка сельхозпродукции штата), нефтепереработка, производство сельскохозяйственных машин.

## Спорт
Профессиональный спорт в городе представлен бейсбольным клубом «Биллингс Мустангс», основанным в 1948 году и выступающим в Лиге пионеров. Домашним стадионом команды является «Делер Парк».
В городе базируется юниорская хоккейная команда «Биллингс Буллз», выступавшая в Североамериканской 3 хоккейной лиге (англ. North American 3 Hockey League) до 2017 года.

## Города-побратимы
- Германия: Биллингс[нем.]